# Überdrucksack
Ein Überdrucksack, auch hyperbare Kammer, ist ein Gerät zur Behandlung der Höhenkrankheit. Es handelt sich dabei im Prinzip um eine portable (De)Kompressionskammer, mit deren Hilfe der Patient einem höheren Luftdruck ausgesetzt wird.

## Funktionsprinzip

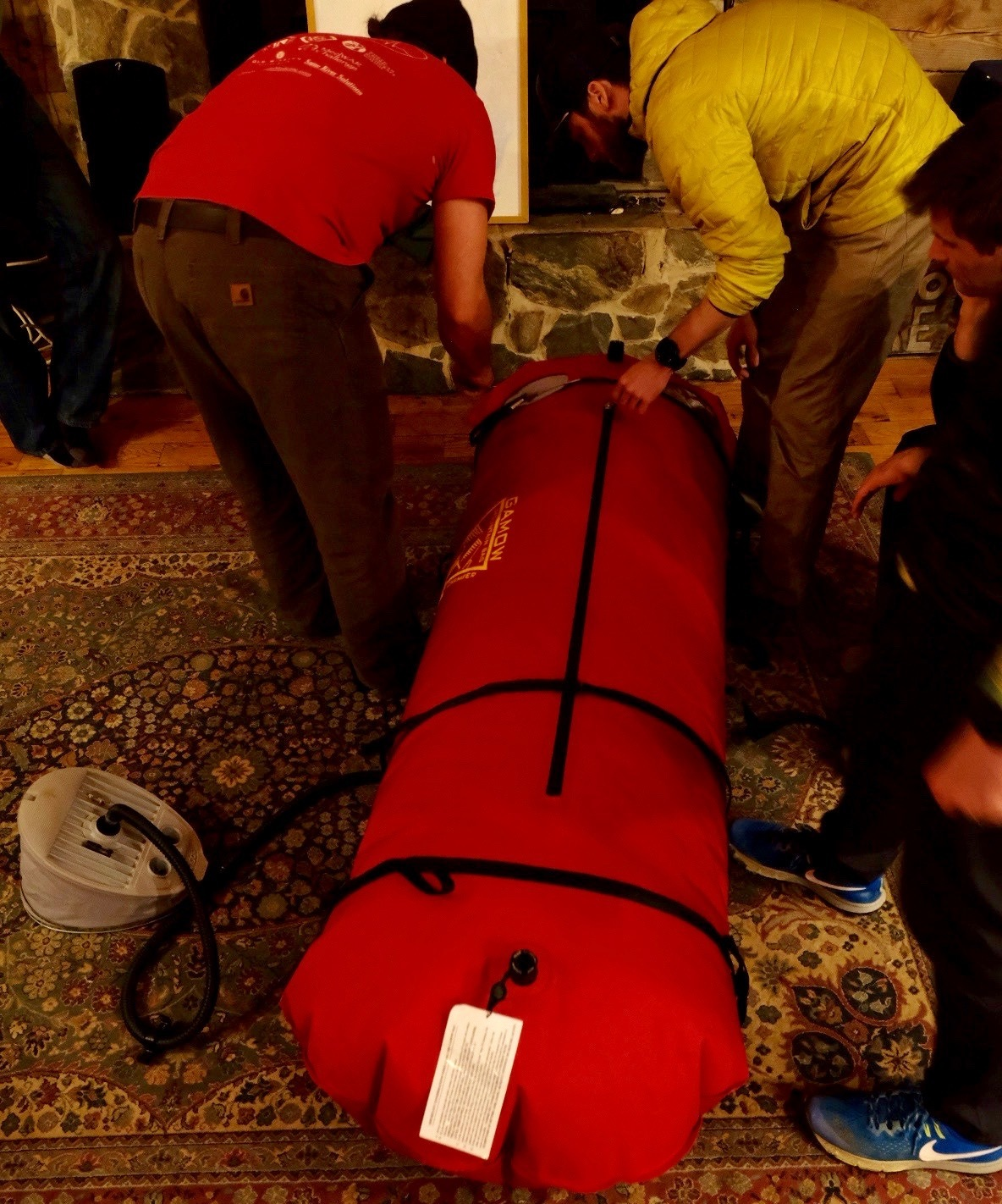
Medizinstudenten trainieren die Benutzung eines roten Überdrucksacks

Ein Überdrucksack ist eine aufblasbare luftdichte Hülle, die groß genug ist, um eine liegende Person aufzunehmen. Dazu wird der Patient komplett in den Sack gelegt und dieser dann verschlossen. Durch Aufblasen des Sacks mit einer Fußpumpe wird der Innendruck erhöht, was physiologisch einem Absteigen des Patienten auf eine tiefere Höhenlage entspricht. Das Ausmaß des erreichten simulierten Abstiegs ist dabei neben dem erreichten Überdruck auch von der Höhe über dem Meeresspiegel abhängig, da die Abnahme des Luftdrucks mit der Höhe nicht linear ist (siehe Barometrische Höhenformel): In größerer Höhe kann daher ein größerer Abstieg simuliert werden. So kann man mit einem Überdruck von 200 Millibar bei einer Höhe von 4000 Metern einen Luftdruck wie auf 1650 Metern erreichen, auf 6000 Metern lässt sich ein Abstieg bis auf 3100 Meter und auf 8000 Metern bis auf 4500 Metern simulieren.
Das verbesserte Sauerstoffangebot durch den erhöhten Sauerstoffpartialdruck im Inneren führt zu einer Verbesserung der Symptomatik der Akuten Höhenkrankheit (Acute Mountain Sickness, AMS), des Höhenlungenödems (high-altitude pulmonary edema, HAPE) und des Höhenhirnödems (high-altitude cerebral edema, HACE).

## Einsatzbereiche
Mittel der ersten Wahl im Falle von Höhenkrankheit ist immer ein realer Abstieg. Der Überdrucksack kommt nur zum Einsatz, wenn ein Abstieg, etwa aufgrund des schlechten Zustands des Patienten, nicht mehr möglich ist. Überdrucksäcke sind unter anderem auf hochgelegenen Schutzhütten verfügbar oder können auf größeren Expeditionen mitgeführt werden. Bei kleineren Expeditionen oder Trekkingtouren hingegen ist das Mitführen von Überdrucksäcken aufgrund des hohen Gewichts und der hohen Kosten kaum üblich.
Als klare Kontraindikation für eine Überdruckbehandlung gilt nur Atem- und Kreislaufstillstand.

## Anwendung
Die richtige Durchführung einer Behandlung mit dem Überdrucksack erfordert Training der Helfer, aber auch Übung des Patienten, um z. B. klaustrophobische Zustände zu vermeiden.
Bei der Vorbereitung der Behandlung muss auf eine ausgeglichene Thermoregulation geachtet werden: Sowohl Unterkühlung in der kalten Höhenluft als auch Überhitzen bei Sonneneinstrahlung müssen vermieden werden, die Kleidung des Patienten muss die im Sack ansteigende Luftfeuchtigkeit gut vertragen. Des Weiteren muss ein Untergrund zur Verfügung stehen, der es erlaubt, Beschädigungen am Sack zu vermeiden. Vor dem Einschließen in den Sack muss der Patient einen Druckausgleich durchführen, im Fall einer verschlossenen Eustachi-Röhre ist die Gabe von Nasentropfen angezeigt, die die Nasenschleimhaut abschwellen lassen und die Druckanpassung erleichtern. Daraufhin wird der Sack eben oder mit leicht erhöhtem Kopfteil ausgebreitet, der Patient eingeschlossen und der Sack aufgepumpt, bis Luft durch die Überdruckventile entweicht.
Befindet sich ein Patient im Inneren des Sacks, muss durch kontinuierliches Pumpen für ausreichende Frischluftzufuhr gesorgt werden. Dieses Pumpen kann in der großen Höhe eine große Belastung für die Helfer sein, es müssen meist mehrere belastbare und geübte Helfer zur Verfügung stehen. Ein Abtransport während des Aufenthalts im Sack ist schwierig bzw. meist unmöglich. Während der Behandlung muss der Patient durch ein Sichtfenster überwacht werden.
Üblicherweise verbleibt der Patient etwa eine bis maximal zwei Stunden im Sack, bevor die Luft langsam abgelassen und eine neuerliche Überprüfung seines Zustandes vorgenommen wird. Diese Zeit genügt häufig für eine so starke Verbesserung der Symptome, dass ein selbstständiger Abstieg oder zumindest ein Abtransport möglich ist. Dies sollte möglichst schnell geschehen, da die Wirkung der Therapie mit dem Überdrucksack meist nicht lange anhält. Bei Bedarf kann die Behandlung wiederholt werden.

## Konstruktionsformen und Modelle
Überdruckkammern zur Behandlung der akuten Höhenkrankheit sind bereits seit längerem bekannt, insbesondere in den asiatischen Hochgebirgen werden sie im militärischen Bereich schon lange eingesetzt. Die erste mobile Überdruckkammer wurde schon 1919 in Deutschland vorgestellt. Erst 1988 präsentierte jedoch Igor Gamow von der University of Colorado den ersten transportablen Überdrucksack im heutigen Sinne.
Der nach seinem Erfinder benannte Gamow-Sack hat Zylinderform, besteht aus luftdichtem Nylongewebe und hat zum Ein- und Ausstieg einen längs verlaufenden Reißverschluss. Seitliche Sichtfenster erlauben Sichtkontakt. Zwei Überdruckventile begrenzen den Überdruck auf 138 mbar (2 psi). Der Sack wiegt 7 kg.
Der Certec-Sack ist ein französisches Fabrikat, das mit 4,8 kg leichter, aber durch seine Doppelhülle auch stabiler als der Gamow-Sack ist. Der maximale Druck liegt mit 220 mbar höher als beim Gamow-Sack, ein seitwärts angebrachter Reißverschluss soll das Einsteigen erleichtern.
Die australische Portable Altitude Chamber (englisch für „tragbare Höhenkammer“, PAC) besteht aus beschichtetem Stoff und gilt als billigster Überdrucksack. Er ist etwas geräumiger und durch seinen Rundumreißverschluss leicht zu betreten. Der maximale Überdruck beträgt 138 mbar, kann aber bei Bedarf (etwa bei Druckausgleichsproblemen durch verschlossene Eustachi-Röhre) auch niedriger eingestellt werden.

## Ergänzende Behandlung und Alternativen
Grundsätzlich ist bei Höhenkrankheit meist Flaschensauerstoff bzw. eine Kombinationstherapie aus Sauerstoff und Medikamenten das Mittel der Wahl. Ein Vorteil des Überdrucksacks dem Sauerstoff gegenüber ist jedoch, dass er mit Muskelkraft betrieben werden kann und sich aus der Umgebungsluft unbegrenzt nachfüllen lässt. Der Überdrucksack kann auch mit medikamentösen Therapien oder Sauerstoff kombiniert werden, indem eine Sauerstoffflasche in den Sack mitgenommen wird.
Für Fälle, in denen der Patient während der Behandlung betreut werden muss, existieren inzwischen auch Überdrucksäcke in Zeltgröße, die neben dem Patienten noch eine Hilfsperson aufnehmen können. Eine weitere neue Entwicklung ist der TAR-Helm (Thin Air Rescue), ein auf den Kopfbereich beschränkter Überdrucksack, der vom Patienten selbst bedient werden kann und seine Mobilität während der Behandlung aufrechterhält.